# 왕정훈
왕정휴(1995년 9월 7일~)은 대한민국의 골프 선수이다.